# Idiazabal
Idiazabal – gmina w Hiszpanii, w prowincji Guipúzcoa, w Kraju Basków, o powierzchni 29,47 km². W 2011 roku gmina liczyła 2291 mieszkańców.